# Паркетаж
Паркета́ж (фр. parquetage — настилка паркета) — название метода укрепления доски для живописи с обратной стороны, представляющего собой систему стабилизации деревянной основы картины паркетной рамой, состоящей из нескольких планок, закрепленных параллельно по деловой поверхности основы, и ряда перпендикулярных скользящих планок.

## История
Основа для живописи на дереве была известна с давних времён, начиная с Фаюмских портретов в Римском Египте I—III веков.
Подготовка деревянной основы достаточно сложна и дорогостояща. Кроме того, правильное производство досок занимает длительное время, так как сушка древесины может длиться несколько лет. Если плохо соблюдать технологию, то это приведёт к негативным последствиям, в частности к раннему разрушению древесины и картины, написанной на этой основе. Во Фландрии производство досок для живописи было государственной монополией, и художникам запрещалось пользоваться досками, изготовленными в частных мастерских.

## Применение в реставрации
Наиболее сложные операции реставрации — дублирование, паркетаж, перевод — были разработаны в период с XVIII — начала XIX в. Реставратор, делающий паркетаж, — паркетатор. Реставраторы давно уже умели склеивать дерево и выполнять паркетаж, то есть закреплять с оборота деревянные бруски, усиливающие основу и не позволяющие коробиться доске. Преимуществом перед иконной доской со шпонками является более лёгкий вес доски со шпонками, так как она, как правило, тоньше: 2,5 см, а не 4 см. Но в то же время эта основа проигрывает холсту, так как холст намного легче и пластичней неё.